# Косово (регіон)

Косово та Метохія

Ко́сово (за назвою місцини, де в 1389 році відбулася битва між сербами та турками) — географічний регіон на Балканському півострові, спірна територія між Республікою Косово, що фактично контролює основну частину регіону, і Сербією, згідно з адміністративно-територіальним поділом якої регіон входить до складу Сербії як Автономний край Косово і Метохія. Разом з Санджаком і Македонією, Косово входить до так званої Старої Сербії.

## Назва
У приблизному перекладі з сербської мови «Метохія» означає «монастирську землю» і походить від грец. μετοχή — церковний наділ. Албанською мовою ця ж територія відома під назвою алб. Rrafshi i Dukagjinit, тобто «рівнина Дукаджіні» — за іменем албанського князя, який згідно з легендами вперше об'єднав у 1468 році Метохію і прилеглі албанські області на захід від нинішнього кордону краю, і тринадцять років, аж до своєї смерті, обороняв ці землі від османів.

## Опис

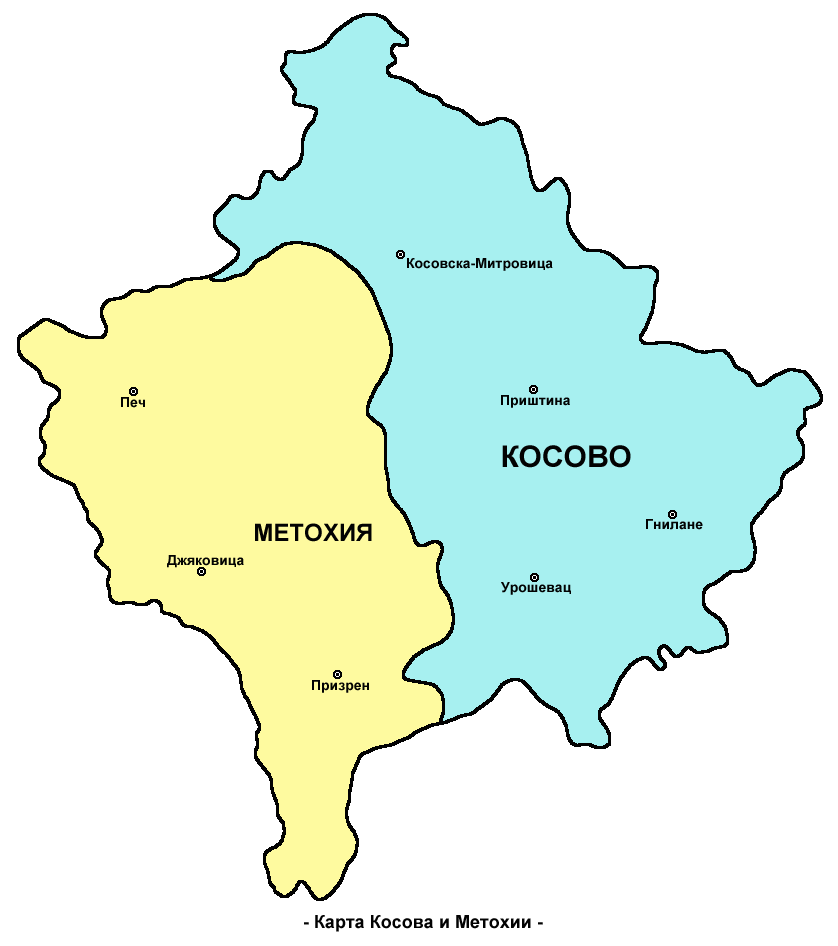
Косово і Метохія

Територія регіону, який в даний час прийнято називати Косовом, являє собою майже рівносторонній паралелограм, розділений на дві рівнини — історичних регіони — із заходу Метохія, вздовж річки Белі Дрім, зі сходу — Косово — уздовж річки Ситниця, що тече з північного заходу на південний схід по горбистій височини. Площа території становить 10887 км², населення — близько 2,2 мільйонів осіб. Середня висота над рівнем моря — близько 550 метрів. Клімат — континентальний з теплим літом і холодною сніжною зимою. В основному Косово покрито горами, найвища точка знаходиться на горі Деравіца (2556 метрів). По Косову протікають річки: Білий Дрин, Ситниця, Південна Морава та Ібар. Найбільші озера — Газівода, Радоніч, Батлава і Бадовац.